# Maison Roosenboom
La Maison Roosenboom est une maison de style Art nouveau construite à Ixelles (Bruxelles) en Belgique en 1900. Sa façade est considérée comme une des plus réussies de l'Art nouveau à Bruxelles.
En 2018, la maison était en état d'abandon et la commune l'a déclarée inhabitable en raison de risques d'incendie et effondrement.
En juin 2020, la maison est rachetée et les travaux de restauration et rénovation commencent. Ils sont actuellement en cours de finition.

## Description
La maison est située au n° 83 de la rue Faider à mi-chemin entre l'Hôtel Tassel et la Maison Hankar et à deux pas de l'Hôtel Ciamberlani.
L'architecte ixellois Albert Roosenboom (1871-1943) a créé ici son chef-d'œuvre en style Art nouveau en 1900 avant de renier ce style quelques années plus tard et même de le critiquer avec véhémence.
Au rez-de-chaussée, une des deux portes initiales a été remplacée par une fenêtre. Les matériaux utilisés sont la pierre bleue et la pierre blanche. Le trumeau percé d'une boîte aux lettres et d'un grattoir dévale d'une variété de pierre à l'autre par une sculpture élancée et exubérante.

Boîte aux lettres et décrottoir
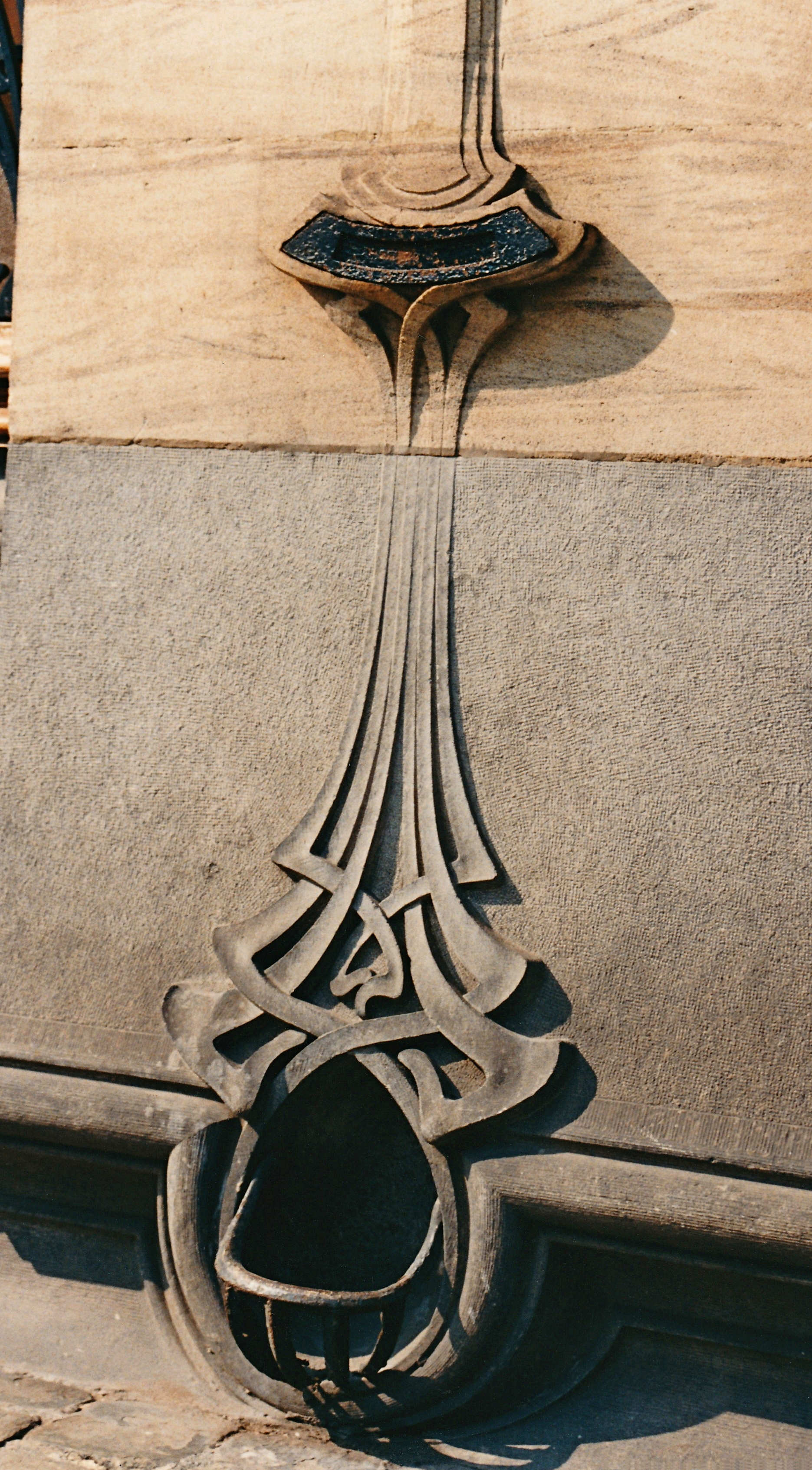
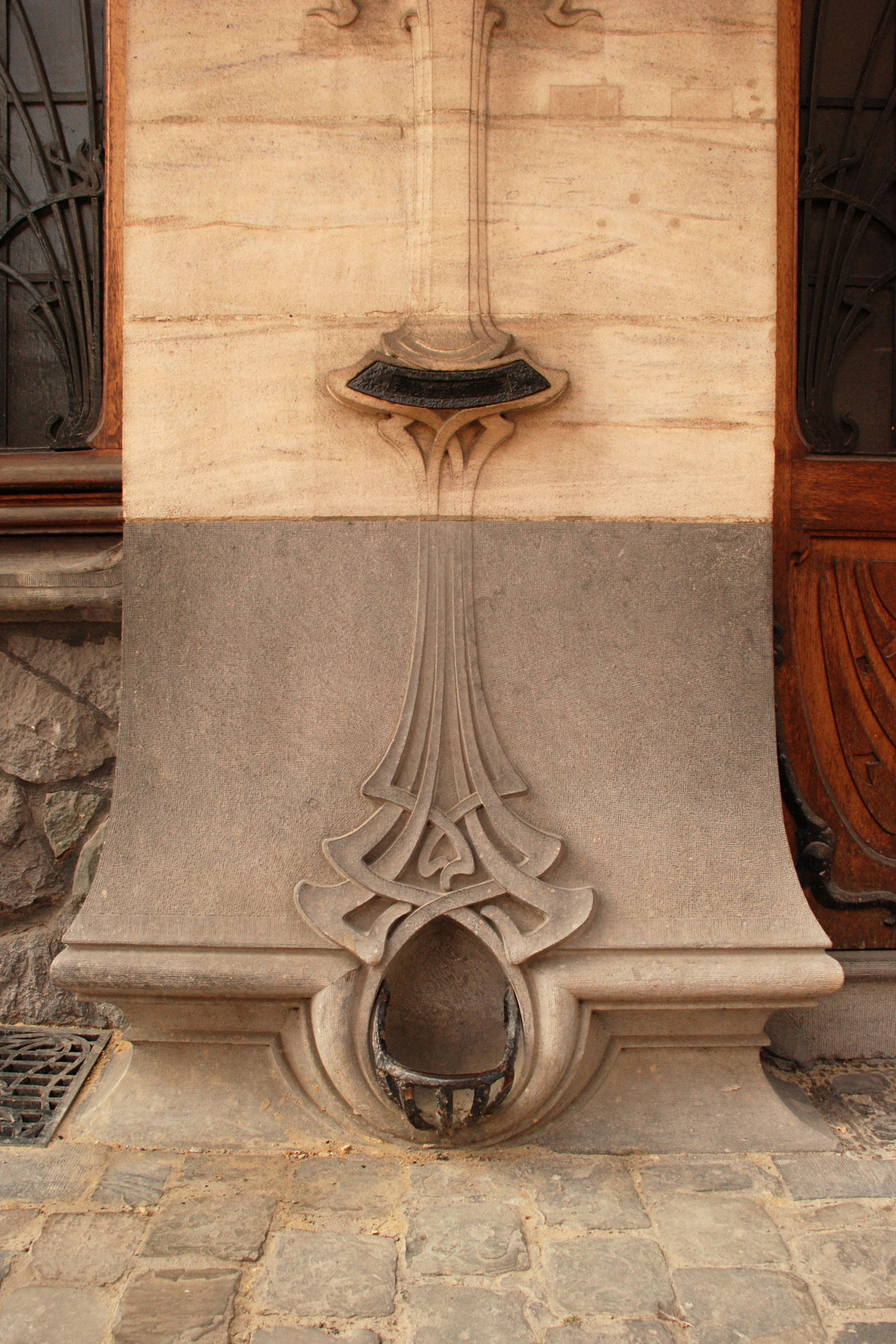
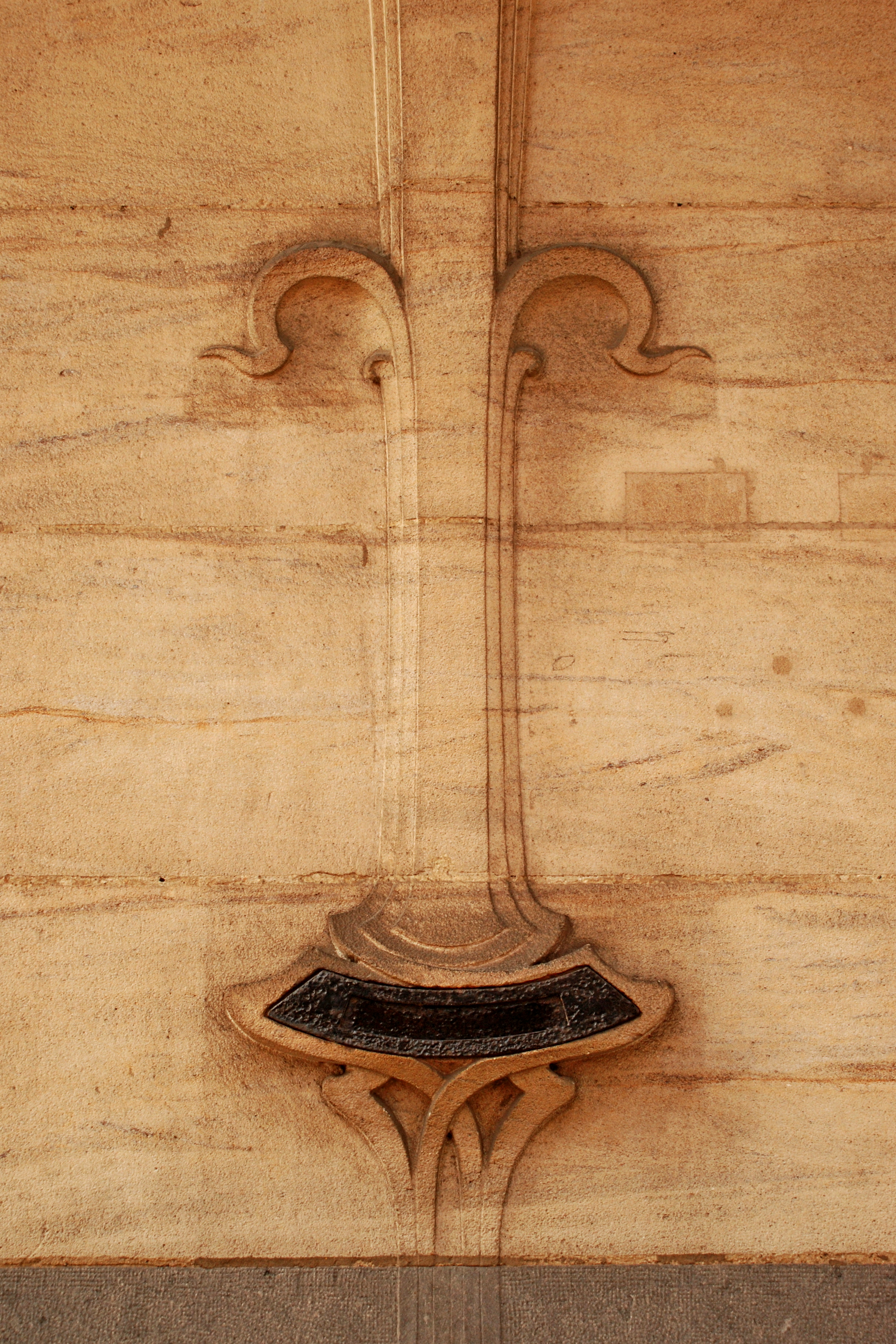

Le premier étage est composé d'un bow-window légèrement convexe faisant penser à l'Hôtel Tassel.
Il est divisé en cinq fenêtres séparées par des poutrelles en fer forgé peintes en blanc dont la partie supérieure multiplie les ramifications. La partie supérieure de chaque baie est divisée par des petits bois en carrés de verres américains tandis que les deux baies latérales plus étroites sont ornées de vitraux. À ce niveau, la pierre blanche  est complétée sur les côtés par de la brique blanche vernissée.
Le deuxième étage est formé de trois baies surmontées de verres américains  avec petits bois légèrement arqués et réunis entre eux par deux petites baies intermédiaires. On retrouve les mêmes poutrelles qu'à l'étage inférieur. Le balcon en fer forgé noir est particulièrement original. Sa base évasée épouse la partie supérieure du bow-window tout en rétrécissant pour prendre de la hauteur. Ici, la brique blanche domine la pierre.
Le sgraffite, un des plus beaux de la capitale belge, est signé par un des maîtres du genre, Henri Privat-Livemont.
Cette œuvre entoure les six baies du dernier niveau.
Sur les parties latérales de ce sgraffite, on peut voir, sous des étoiles brillantes, deux enfants nus derrière un linge, debout dans un champ de pavots.  Au centre, un buste de femme paraît vouloir imposer le silence en posant un doigt sur la bouche et en fermant les yeux. Des feuilles et des fleurs de pavot semblent naître de son corps pour rejoindre les pieds des enfants. Ce sgraffite est une représentation du silence nocturne, les pavots étant considérés comme les fleurs du sommeil.

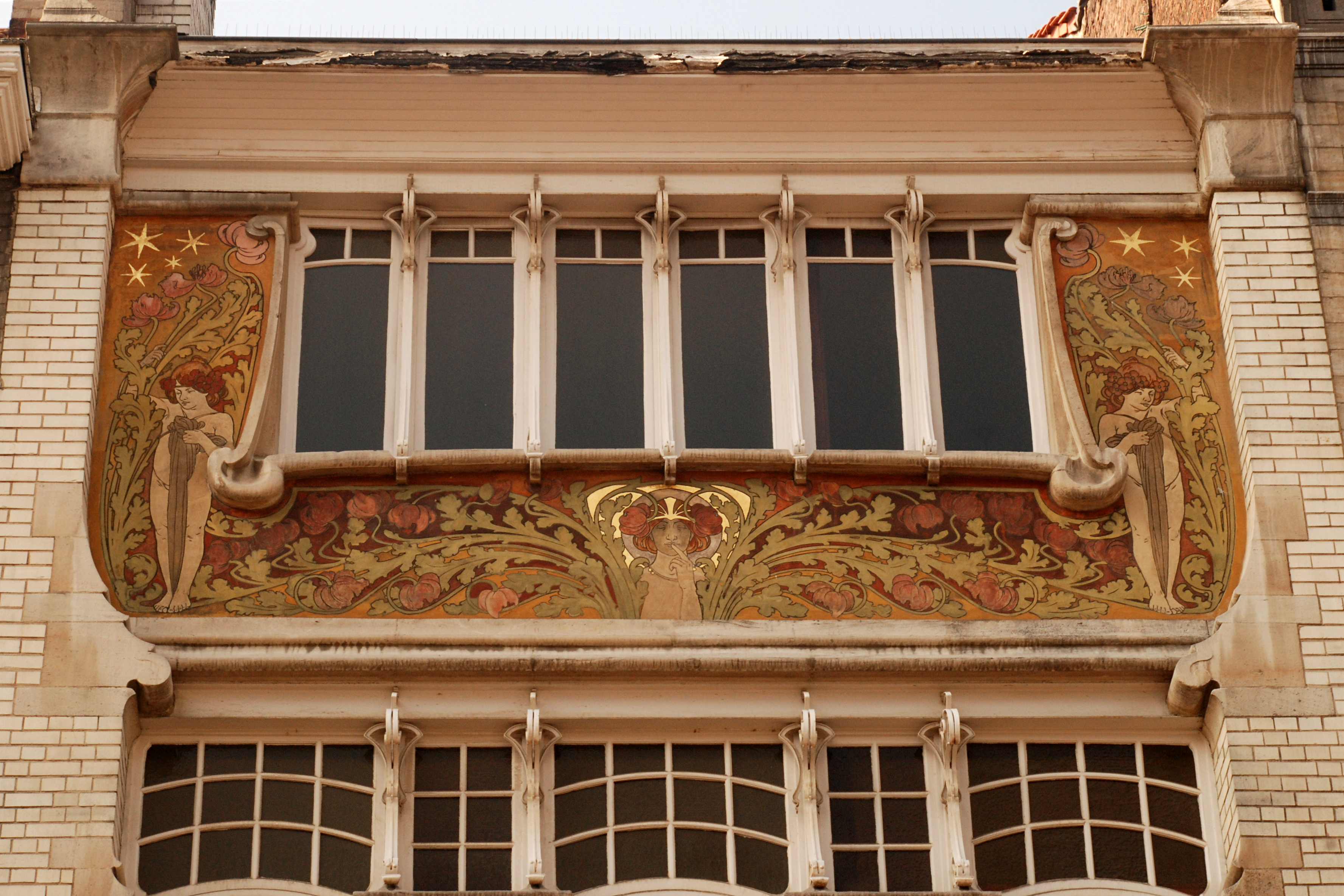
Le sgraffite de Henri Privat-Livemont.